# Papier powlekany
Papier powlekany – papier dodatkowo uszlachetniony metodą nakładania na powierzchnię papieru podkładowego o gramaturze 40-160 g/m², mieszanek pigmentowo-klejowych lub metodą wylewania i żelatynowania w podwyższonej temperaturze, następnie wygładzania specjalnymi walcami, przeznaczony przede wszystkim na druki wielobarwne.